# Velnița, Vaslui
Velnița este un cătun, situat la 3 km est de localitatea Ferești. Deși este trecut pe hărți, cătunul Velnița nu este nominalizat oficial ca sat component al comunei Ferești, fiind incorporat în aceasta.